# バイロン・バクストン
バイロン・ケイロン・バクストン（Byron Keiron Buxton, 1993年12月18日 - ）は、アメリカ合衆国ジョージア州バクスリー出身のプロ野球選手（外野手）。右投右打。MLBのミネソタ・ツインズ所属。愛称はバック。

## 経歴

### プロ入り前
ジョージア州の田舎町で生まれ、6歳で野球を始める。バスケットボールとアメリカンフットボールも平行してプレーしていたが、バスケットボールは高校2年目を最後に辞めている。アメリカンフットボールは高校卒業まで続けており、クォーターバック、ワイドレシーバー、ディフェンシブバックを兼任していた。
アプリング・カウンティ高校時代は中堅手兼投手としてプレー。2011年に打率.594、17二塁打、10本塁打の成績でオールアメリカンに選出された。翌2012年には打者として打率.513、17二塁打、3本塁打、38盗塁を記録し、投手としても81イニングで154個の三振を奪った。マット・ケンプや、B.J.とジャスティンのアップトン兄弟などと比較され、あるナ・リーグのスカウトからは「アンドリュー・マカッチェンよりも上」と絶賛された。

### プロ入りとツインズ時代
全米で最高の逸材と言われ、2012年のMLBドラフトで全体1位指名の最有力候補であったが、全体1位指名権を持つヒューストン・アストロズはプエルトリコ出身のカルロス・コレアを指名し、バクストンはミネソタ・ツインズから全体2位で指名された。同年6月12日に契約金600万ドルで入団。2001年に全体1位指名で入団したジョー・マウアーの510万ドルを超える球団史上最高額の契約金となった。
2012年6月22日にルーキー級ガルフ・コーストリーグ・ツインズでプロデビュー。8月7日にルーキー級のエリザベストン・ツインズに昇格。昇格前は打率.218と苦しんでいたが、昇格後は打率.286と調子を上げた。トータルでは打率.248、5本塁打、20打点、11盗塁、OPS.792だった。オフにはベースボール・アメリカの有望株ランキングにおいて、ツインズ内でミゲル・サノに次ぐ2位、全体では10位にランクインした。
2013年はA級シーダーラピッズ・カーネルズで開幕を迎え、68試合に出場し、打率.341、8本塁打、55打点、32盗塁だった。6月下旬からA+級フォートマイヤーズ・ミラクルに昇格。57試合に出場し、打率.326、4本塁打、22打点、23盗塁の好成績を残した。9月11日にはベースボール・アメリカの2013年度「ベースボール・アメリカ・マイナーリーグ年間最優秀選手賞」を受賞。10月22日にはJ.G.テイラー・スピンク賞の「Topps/Minor League Player of the Year」を受賞した。
2014年1月9日、スプリング・トレーニングに参加することが発表された。1月23日に発表されたMLBの2014年度プロスペクトでは1位に選ばれた。
2015年6月14日にメジャー契約となり25人枠入りした。同日の対テキサス・レンジャーズ戦に「9番・中堅手」で先発出場し、メジャーデビューを果たした。2試合目で初安打を記録したが、10試合出場後に親指の突き指で故障者リスト入りした。8月10日に復帰後はまずまずのペースで出番を得て、最終的には46試合に出場し、打率.209、2本塁打、6打点という成績に終わった。
2016年は開幕から中堅手のレギュラー格で起用されたが、最初の17試合で打率.156と苦しみ、4月25日にロースターから外れた。シーズン中盤に再昇格してからは試合に出続け、前年から倍増となる92試合に出場した。打率.223、10本塁打、38打点と満足いく成績ではなかったが、スプリントスピードは30.8ft/秒でMLB最速を記録した。
2017年は7月まで打率.219と良くなかったが、8月は打率.324、8本塁打、8盗塁と浮上した。8月18日のアリゾナ・ダイヤモンドバックス戦ではスタットキャスト史上最速となる13.85秒での生還による、ランニング本塁打を記録。同27日のトロント・ブルージェイズ戦では3本塁打を放った。最終成績は打率.253、16本塁打、51打点、29盗塁を記録。守備は高評価を受け、中堅手のゴールドグラブ賞や優秀守備選手賞・最優秀守備選手賞（Wilson Defensive Player of the Year Award）、そしてフィールディング・バイブル・アワードを受賞した。
2018年も開幕から打率1割台の不調が続き、4月中旬には片頭痛のため戦線を離脱。約1カ月後に復帰したが、打率はさらに低迷。5月下旬にマイナーに降格すると、そのままメジャーに復帰することなくシーズンを終えた。
2019年は肩と手首の故障で離脱したが、それ以外では正中堅手として出場し、打率.262、10本塁打、46打点、OSP.827を記録した。
2020年は新型コロナウイルスの影響で60試合の短縮シーズンとなった。38試合に出場して打率.254、13本塁打、27打点、OSP.844を記録した。規定回には達していないがDRS+11はリーグトップだった。
2021年5月3日に4月のプレイヤー・オブ・ザ・マンスを受賞した。5月7日にグレード2の右股関節の張りで故障者リスト入りした。オフの12月1日にツインズと7年総額1億ドルで契約延長した。
2025年7月12日のピッツバーグ・パイレーツ戦で自身初のサイクル安打を達成した。球団史上12人目の達成で、2010年に開場したターゲット・フィールドで達成した初めての選手となった。

## 選手としての特徴
卓越した打撃センスに加え、右打席から一塁まで3.89秒（3.75秒という情報もある）という俊足も併せ持ち、投手として93～94mph（149.7～151.3km/h）を計測していた強肩を誇る。
まだ荒削りな面も残す素材型の選手であり、特にパワーは未知数であるが、育てば25本塁打程度の長打力を持つ5ツールプレイヤーになれるとされている。メディアやアナリストからは、2014年にア・リーグMVPに輝いたマイク・トラウト以来の逸材と評価されている。
俊足が大きな武器であり、スタットキャストが導入された2015年から2019年まで一塁到達速度でリーグ最速を記録している。2017年8月18日のアリゾナ・ダイヤモンドバックス戦ではスタットキャスト史上最速となる13.85秒での生還による、ランニング本塁打を記録。また、2017年5月24日から2019年4月22日まで33盗塁連続で成功しており、これはツインズ史上最長記録のことだった。
2025年7月12日にはピッツバーグ・パイレーツ戦で前述の通りサイクルヒットを達成した。また、この日は自身のボブルヘッドデーでもあった。

## 詳細情報

### 年度別打撃成績
| 年 度     | 球 団     | 試 合 | 打 席 | 打 数 | 得 点 | 安 打 | 二 塁 打 | 三 塁 打 | 本 塁 打 | 塁 打 | 打 点 | 盗 塁 | 盗 塁 死 | 犠 打 | 犠 飛 | 四 球 | 敬 遠 | 死 球 | 三 振 | 併 殺 打 | 打 率 | 出 塁 率 | 長 打 率 | O P S |
| --------- | --------- | ----- | ----- | ----- | ----- | ----- | -------- | -------- | -------- | ----- | ----- | ----- | -------- | ----- | ----- | ----- | ----- | ----- | ----- | -------- | ----- | -------- | -------- | ----- |
| 2015      | MIN       | 46    | 138   | 129   | 16    | 27    | 7        | 1        | 2        | 42    | 6     | 2     | 2        | 2     | 0     | 6     | 0     | 1     | 44    | 1        | .209  | .250     | .326     | .576  |
| 2016      | MIN       | 92    | 331   | 298   | 44    | 67    | 19       | 6        | 10       | 128   | 38    | 10    | 2        | 4     | 3     | 23    | 0     | 3     | 118   | 2        | .225  | .284     | .430     | .714  |
| 2017      | MIN       | 140   | 511   | 462   | 69    | 117   | 14       | 6        | 16       | 191   | 51    | 29    | 1        | 5     | 2     | 38    | 2     | 4     | 150   | 1        | .253  | .314     | .413     | .728  |
| 2018      | MIN       | 28    | 94    | 90    | 8     | 14    | 4        | 0        | 0        | 18    | 4     | 5     | 0        | 1     | 0     | 3     | 0     | 0     | 28    | 1        | .156  | .183     | .200     | .383  |
| 2019      | MIN       | 87    | 295   | 271   | 48    | 71    | 30       | 4        | 10       | 139   | 46    | 14    | 3        | 2     | 1     | 19    | 1     | 2     | 68    | 3        | .262  | .314     | .513     | .827  |
| 2020      | MIN       | 39    | 135   | 130   | 19    | 33    | 3        | 0        | 13       | 75    | 27    | 2     | 1        | 0     | 2     | 2     | 0     | 1     | 36    | 2        | .254  | .267     | .577     | .844  |
| 2021      | MIN       | 61    | 254   | 235   | 50    | 72    | 23       | 0        | 19       | 152   | 32    | 9     | 1        | 0     | 0     | 13    | 0     | 6     | 62    | 0        | .306  | .358     | .647     | 1.005 |
| 2022      | MIN       | 92    | 382   | 340   | 61    | 76    | 13       | 3        | 28       | 179   | 51    | 6     | 0        | 0     | 1     | 34    | 0     | 7     | 116   | 0        | .224  | .306     | .526     | .833  |
| 2023      | MIN       | 85    | 347   | 304   | 49    | 63    | 17       | 1        | 17       | 133   | 42    | 9     | 0        | 0     | 4     | 35    | 2     | 4     | 109   | 3        | .207  | .294     | .438     | .731  |
| 2024      | MIN       | 102   | 388   | 355   | 62    | 99    | 27       | 3        | 18       | 186   | 56    | 7     | 2        | 0     | 2     | 20    | 1     | 11    | 99    | 3        | .279  | .335     | .524     | .859  |
| MLB：10年 | MLB：10年 | 772   | 2875  | 2614  | 426   | 639   | 157      | 24       | 133      | 1243  | 353   | 93    | 12       | 14    | 15    | 193   | 6     | 39    | 830   | 16       | .244  | .304     | .476     | .780  |

- 2024年度シーズン終了時

### 年度別守備成績
| 年 度 | 球 団 | 中堅（CF） | 中堅（CF） | 中堅（CF） | 中堅（CF） | 中堅（CF） | 中堅（CF） |
| 年 度 | 球 団 | 試 合      | 刺 殺      | 補 殺      | 失 策      | 併 殺      | 守 備 率   |
| ----- | ----- | ---------- | ---------- | ---------- | ---------- | ---------- | ---------- |
| 2015  | MIN   | 44         | 115        | 2          | 0          | 0          | 1.000      |
| 2016  | MIN   | 92         | 243        | 2          | 4          | 0          | .984       |
| 2017  | MIN   | 137        | 389        | 6          | 5          | 1          | .988       |
| 2018  | MIN   | 27         | 69         | 1          | 0          | 0          | 1.000      |
| 2019  | MIN   | 86         | 217        | 5          | 2          | 2          | .991       |
| 2020  | MIN   | 39         | 104        | 1          | 0          | 0          | 1.000      |
| 2021  | MIN   | 60         | 179        | 0          | 1          | 0          | .994       |
| 2022  | MIN   | 57         | 133        | 3          | 0          | 2          | 1.000      |
| 2024  | MIN   | 94         | 204        | 2          | 0          | 0          | 1.000      |
| MLB   | MLB   | 636        | 1653       | 22         | 12         | 5          | .993       |

- 2024年度シーズン終了時
- 各年度の太字年はゴールドグラブ賞受賞

### 表彰
- プレイヤー・オブ・ザ・マンス：1回（2021年4月）
- ゴールドグラブ賞（外野手部門）：1回（2017年）
- 優秀守備選手賞：1回（2017年）
- 最優秀守備選手賞：1回（2017年）
- フィールディング・バイブル・アワード：1回（2017年）

### 記録
- MLBオールスターゲーム選出：1回（2022年）
- サイクル安打：1回（2025年7月12日）

### 背番号
- 25（2015年 - ）